# Liste der Municipios im Departamento del Meta
Das Departamento del Meta besteht aus 29 municipios. Diese untergliedern sich in einen Gemeindekern (cabecera municipal) und dem Umland (resto rural). Das Umland wiederum wird weiter unterteilt in sogenannte Polizeiinspektionen (Inspecciones de Policía Municipal), kleinere Ämter (corregimientos), Siedlungszentren (centros poblados) und Gehöfte (caseríos). Im Folgenden verzeichnet sind alle Gemeinden mit ihrer Gesamteinwohnerzahl sowie der Einwohnerzahl für Gemeindekern und Umland aus der Volkszählung des kolumbianischen Statistikamtes DANE aus dem Jahr 2018, hochgerechnet für das Jahr 2022.
| Municipio            | Gesamteinwohnerzahl | Einwohner Gemeindekern | Einwohner Umland |
| -------------------- | ------------------- | ---------------------- | ---------------- |
| Acacías              | 93.323              | 70.694                 | 22.629           |
| Barranca de Upía     | 6.684               | 4.771                  | 1.913            |
| Cabuyaro             | 6.291               | 3.110                  | 3.133            |
| Castilla la Nueva    | 16.165              | 6.538                  | 9.627            |
| Cubarral             | 7.182               | 4.725                  | 2.457            |
| Cumaral              | 23.568              | 15.422                 | 8.146            |
| El Calvario          | 1.679               | 604                    | 1.075            |
| El Castillo          | 7.527               | 2.851                  | 4.676            |
| El Dorado            | 4.035               | 1.446                  | 2.589            |
| Fuente de Oro        | 12.587              | 7.182                  | 5.405            |
| Granada              | 71.725              | 60.096                 | 11.629           |
| Guamal               | 14.697              | 9.887                  | 4.810            |
| La Macarena          | 35.766              | 4.730                  | 23.778           |
| La Uribe             | 9.634               | 2.153                  | 7.481            |
| Lejanías             | 11.341              | 4.737                  | 6.604            |
| Mapiripán            | 7.271               | 2.496                  | 4.775            |
| Mesetas              | 10.598              | 4.438                  | 6.160            |
| Puerto Concordia     | 8.707               | 3.508                  | 5.199            |
| Puerto Gaitán        | 44.314              | 21.926                 | 22.388           |
| Puerto Lleras        | 10.520              | 4.055                  | 6.544            |
| Puerto López         | 30799               | 18.700                 | 12.099           |
| Puerto Rico          | 13.081              | 6.622                  | 6.459            |
| Restrepo             | 18.958              | 12.585                 | 6.373            |
| San Carlos de Guaroa | 13.084              | 6.650                  | 6.434            |
| San Juan de Arama    | 9.007               | 4.482                  | 4.525            |
| San Juanito          | 1.263               | 693                    | 570              |
| San Martín           | 26.925              | 19.457                 | 7.468            |
| Villavicencio        | 554.173             | 509.910                | 44.263           |
| Vista Hermosa        | 17.060              | 7.508                  | 9.552            |